# Фідеїзм
Фідеї́зм — релігійний світогляд, що стверджує примат віри над розумом; характерний для теїстичних релігій. Також ідеалістичний напрям філософії, що намагається підмінити знання релігійною вірою й підпорядкувати науку релігії.